# Pselaphochernes becki
Pselaphochernes becki är en spindeldjursart som beskrevs av Clarence Clayton Hoff och Clawson 1952. Pselaphochernes becki ingår i släktet Pselaphochernes och familjen blindklokrypare. Inga underarter finns listade i Catalogue of Life.